# Philip Stamma
Philip Stamma (Aleppo, 1705 – Londra, 1755) è stato uno scacchista e compositore di scacchi siriano.

## Biografia
Siriano di origine, dopo aver vissuto in Inghilterra partì per Parigi, diventando famoso per i suoi libri sugli scacchi.
Nelle sue partite esprimeva una predilezione verso il gambetto di donna.

## Opere
- Essai sur le jeu des échecs,  1737.

Inoltre presentò una raccolta di finali